# Örnsköldsvik
Örnsköldsvik je grad i središte istoimene općine u švedskoj županiji Västernorrland. 

## Zemljopis
Grad se nalazi u središnjoj Švedskoj na obalama Botničkog zaljeva.

## Stanovništvo
Prema podacima o broju stanovnika iz 2005. godine u gradu živi 28.617 stanovnika.

## Gradovi prijatelji
- Norveška,  Sigdal
- Finska, Äänekoski
- Danska, Brande
- Island, Hveragerði
- Njemačka, Tarp

## Vanjske poveznice
- Službene stranice grada

### Ostali projekti
|  | Zajednički poslužitelj ima još gradiva o temi Örnsköldsvik |